# Grote Prijs van Lillers
De Grand Prix de Lillers-Souvenir Bruno Comini is een eendaagse wielerwedstrijd die jaarlijks wordt verreden in de Franse gemeente Lillers, in het departement Pas-de-Calais. Ze wordt georganiseerd sinds 1964 en maakt onderdeel uit van de UCI Europe Tour met een classificatie van 1.2.

## Winnaars

### Meervoudige winnaars
| Overwinningen | Renner                 | Jaren            |
| ------------- | ---------------------- | ---------------- |
| 3             | Jean-François Laffillé | 1990, 1991, 1994 |
| 3             | Benoît Daeninck        | 2007, 2010, 2013 |
| 2             | Jean-Philippe Pipart   | 1981, 1982       |
| 2             | Jacques Dutailly       | 1976, 1985       |
| 2             | Niko Eeckhout          | 1996, 1997       |

### Overwinningen per land
| Overwinningen | Land                                      |
| ------------- | ----------------------------------------- |
| 37            | Frankrijk                                 |
| 9             | België                                    |
| 3             | Duitsland, Nederland, Verenigd Koninkrijk |
| 2             | Noorwegen                                 |
| 1             | Denemarken, Litouwen                      |